# Liste des monuments historiques de la Loire-Atlantique
Cet article recense les monuments historiques en Loire-Atlantique, en France.
Cet article ne répertorie pas les monuments historiques de Nantes qui dispose de sa propre liste.

## Statistiques
Au 21 juillet 2025, la Loire-Atlantique compte 371 édifices comportant au moins une protection au titre des monuments historiques, dont 104 sont classés et 282 sont inscrits. Le total des monuments classés et inscrits est supérieur au nombre total de monuments protégés car plusieurs d'entre eux sont à la fois classés et inscrits.
La liste suivante les recense, regroupés par commune, à l'exception de ceux, nombreux, de la commune de Nantes, listés à part : Liste des monuments historiques de Nantes.

## Liste
| Monument                                          | Commune                                      | Adresse                                           | Coordonnées                        | Notice         | Protection             | Date                | Illustration                                      |
| ------------------------------------------------- | -------------------------------------------- | ------------------------------------------------- | ---------------------------------- | -------------- | ---------------------- | ------------------- | ------------------------------------------------- |
| Forges de la Jahotière                            | Abbaretz                                     |                                                   | 47° 33′ 29″ nord, 1° 26′ 42″ ouest | « PA00108561 » | Inscrit Classé         | 1986 1987           | Forges de la Jahotière                            |
| Église Notre-Dame-de-l'Assomption                 | Aigrefeuille-sur-Maine                       |                                                   | 47° 04′ 38″ nord, 1° 23′ 56″ ouest | « PA44000038 » | Inscrit                | 2007                | Église Notre-Dame-de-l'Assomption                 |
| Château d'Ancenis                                 | Ancenis                                      | Place de la Resistance                            | 47° 21′ 52″ nord, 1° 10′ 36″ ouest | « PA00108562 » | Classé                 | 1977                | Château d'Ancenis                                 |
| Couvent des Ursulines                             | Ancenis                                      | Boulevard de la Davrays                           | 47° 21′ 51″ nord, 1° 11′ 20″ ouest | « PA00108563 » | Classé                 | 1990                | Couvent des Ursulines                             |
| Dolmen de la Pierre Couvretière                   | Ancenis                                      | Avenue des Alliés                                 | 47° 22′ 07″ nord, 1° 10′ 22″ ouest | « PA00108564 » | Classé                 | 1926                | Dolmen de la Pierre Couvretière                   |
| Église Saint-Pierre                               | Ancenis                                      | Place Saint Pierre                                | 47° 21′ 58″ nord, 1° 10′ 31″ ouest | « PA00108565 » | Inscrit                | 1926                | Église Saint-Pierre                               |
| Villa de la Douvelière                            | Ancenis                                      | Quai de la Marine                                 | 47° 21′ 54″ nord, 1° 10′ 32″ ouest | « PA44000004 » | Inscrit                | 1997                | Villa de la Douvelière                            |
| Château du Plessis-de-Vair                        | Anetz                                        |                                                   | 47° 23′ 42″ nord, 1° 05′ 00″ ouest | « PA00108566 » | Inscrit                | 1980 2003           | Château du Plessis-de-Vair                        |
| Château de Pordor                                 | Avessac                                      |                                                   | 47° 39′ 48″ nord, 2° 00′ 25″ ouest | « PA44000045 » | Inscrit                | 2009                | Château de Pordor                                 |
| Château de la Berrière                            | Barbechat                                    |                                                   | 47° 16′ 39″ nord, 1° 19′ 06″ ouest | « PA44000047 » | Inscrit                | 2011                | Château de la Berrière                            |
| Chapelle Notre-Dame-du-Mûrier                     | Batz-sur-Mer                                 |                                                   | 47° 16′ 37″ nord, 2° 28′ 50″ ouest | « PA00108567 » | Classé                 | 1862                | Chapelle Notre-Dame-du-Mûrier                     |
| Citernes antiques                                 | Batz-sur-Mer                                 |                                                   | 47° 16′ 43″ nord, 2° 28′ 14″ ouest | « PA00108568 » | Classé                 | 1918                | Citernes antiques                                 |
| Croix des Douleurs                                | Batz-sur-Mer                                 | 22 rue Charles de Gaulle                          | 47° 16′ 43″ nord, 2° 28′ 48″ ouest | « PA00108569 » | Inscrit                | 1944                | Croix des Douleurs                                |
| Église Saint-Guénolé                              | Batz-sur-Mer                                 |                                                   | 47° 16′ 38″ nord, 2° 28′ 48″ ouest | « PA00108570 » | Classé                 | 1909                | Église Saint-Guénolé                              |
| Phare de la Banche                                | La Baule-Escoublac                           |                                                   | 47° 10′ 38″ nord, 2° 28′ 03″ ouest | « PA44000049 » | Inscrit                | 2011                | Phare de la Banche                                |
| Château de Blain                                  | Blain                                        |                                                   | 47° 28′ 00″ nord, 1° 45′ 53″ ouest | « PA00108572 » | Classé Inscrit         | 1977 2009           | Château de Blain                                  |
| Logis de la Sénaigerie                            | Bouaye                                       |                                                   | 47° 08′ 09″ nord, 1° 40′ 46″ ouest | « PA44000024 » | Inscrit                | 1999                | Logis de la Sénaigerie                            |
| Moulin de Rochoux                                 | Bouée                                        |                                                   | 47° 19′ 25″ nord, 1° 55′ 05″ ouest | « PA00108573 » | Inscrit                | 1982                | Moulin de Rochoux                                 |
| Château de Quéhillac                              | Bouvron                                      |                                                   | 47° 25′ 59″ nord, 1° 54′ 12″ ouest | « PA44000031 » | Inscrit                | 2002                | Château de Quéhillac                              |
| Château de Campbon                                | Campbon                                      |                                                   | 47° 24′ 47″ nord, 1° 58′ 05″ ouest | « PA00108574 » | Inscrit                | 1934                | Château de Campbon                                |
| Château de l'Épinay                               | Carquefou                                    |                                                   | 47° 17′ 16″ nord, 1° 29′ 25″ ouest | « PA00108575 » | Inscrit                | 1963                | Château de l'Épinay                               |
| Château de la Seilleraye                          | Carquefou                                    |                                                   | 47° 17′ 58″ nord, 1° 25′ 14″ ouest | « PA00108576 » | Classé Inscrit         | 1994                | Château de la Seilleraye                          |
| Château du Plessis                                | Casson                                       |                                                   | 47° 22′ 57″ nord, 1° 33′ 44″ ouest | « PA00108577 » | Classé                 | 1989                | Château du Plessis                                |
| Château de Clermont                               | Le Cellier                                   |                                                   | 47° 19′ 31″ nord, 1° 20′ 02″ ouest | « PA00108578 » | Inscrit                | 1941                | Château de Clermont                               |
| Église Saint-Martin                               | Le Cellier                                   |                                                   | 47° 19′ 09″ nord, 1° 20′ 52″ ouest | « PA44000042 » | Inscrit                | 2008                | Église Saint-Martin                               |
| Folies Siffait                                    | Le Cellier                                   |                                                   | 47° 20′ 09″ nord, 1° 18′ 45″ ouest | « PA00108851 » | Inscrit                | 1992                | Folies Siffait                                    |
| Manoir de la Vignette                             | Le Cellier                                   |                                                   | 47° 19′ 14″ nord, 1° 20′ 30″ ouest | « PA44000048 » | Inscrit                | 2011                | Manoir de la Vignette                             |
| Château de la Vrillière                           | La Chapelle-Basse-Mer                        |                                                   | 47° 16′ 57″ nord, 1° 21′ 00″ ouest | « PA44000027 » | Inscrit                | 2001                | Château de la Vrillière                           |
| Château de la Motte-Glain                         | La Chapelle-Glain                            |                                                   | 47° 37′ 13″ nord, 1° 11′ 57″ ouest | « PA00108580 » | Inscrit Classé         | 1926 1929           | Château de la Motte-Glain                         |
| Abbaye Notre-Dame de Blanche-Couronne             | La Chapelle-Launay                           |                                                   | 47° 21′ 04″ nord, 1° 59′ 09″ ouest | « PA00108581 » | Classé Inscrit         | 1994 3 juillet 2020 | Abbaye Notre-Dame de Blanche-Couronne             |
| Château de la Desnerie                            | La Chapelle-sur-Erdre                        |                                                   | 47° 16′ 22″ nord, 1° 32′ 07″ ouest | « PA00108579 » | Inscrit                | 1985                | Château de la Desnerie                            |
| Château de la Gascherie                           | La Chapelle-sur-Erdre                        |                                                   | 47° 17′ 49″ nord, 1° 32′ 16″ ouest | « PA44000028 » | Inscrit                | 2001                | Château de la Gascherie                           |
| Carrière des Fusillés                             | Châteaubriant                                | La Sablière                                       | 47° 43′ 27″ nord, 1° 20′ 52″ ouest | « PA44000059 » | Inscrit                | 2016                | Carrière des Fusillés                             |
| Château de Châteaubriant                          | Châteaubriant                                |                                                   | 47° 43′ 12″ nord, 1° 22′ 24″ ouest | « PA00108582 » | Classé                 | 1921                | Château de Châteaubriant                          |
| Église Saint-Jean de Béré                         | Châteaubriant                                |                                                   | 47° 43′ 25″ nord, 1° 23′ 10″ ouest | « PA00108583 » | Classé                 | 1906                | Église Saint-Jean de Béré                         |
| Hôtel de la Houssaye                              | Châteaubriant                                | Grand'rue 29                                      | 47° 43′ 10″ nord, 1° 22′ 31″ ouest | « PA00108584 » | Inscrit                | 1984                | Hôtel de la Houssaye                              |
| Maison du Sabot-Rouge                             | Châteaubriant                                | 21 Grande Rue Rue du Pélican                      | 47° 43′ 10″ nord, 1° 22′ 34″ ouest | « PA00108586 » | Inscrit                | 1926                | Maison du Sabot-Rouge                             |
| Maison de l'Ange                                  | Châteaubriant                                | 24 rue de Couéré                                  | 47° 43′ 11″ nord, 1° 22′ 38″ ouest | « PA00108585 » | Inscrit                | 1926                | Maison de l'Ange                                  |
| Pierre de la Croterie                             | Chauvé                                       |                                                   | 47° 10′ 51″ nord, 2° 01′ 29″ ouest | « PA00108841 » | Inscrit                | 1989                | Pierre de la Croterie                             |
| Pierre des Platennes                              | Chauvé                                       |                                                   | 47° 10′ 54″ nord, 2° 01′ 18″ ouest | « PA00108842 » | Inscrit                | 1989                | Pierre des Platennes                              |
| Château du Bois-Rouaud                            | Chéméré                                      |                                                   | 47° 06′ 58″ nord, 1° 51′ 27″ ouest | « PA44000029 » | Inscrit                | 2001                | Château du Bois-Rouaud                            |
| Château de la Freudière                           | La Chevrolière                               |                                                   | 47° 05′ 05″ nord, 1° 34′ 21″ ouest | « PA00108843 » | Inscrit                | 1990                | Image manquante Téléverser                        |
| Chapelle des Templiers                            | Clisson                                      |                                                   | 47° 04′ 49″ nord, 1° 16′ 32″ ouest | « PA00108587 » | Classé                 | 1975                | Chapelle des Templiers                            |
| Château de Clisson                                | Clisson                                      |                                                   | 47° 05′ 12″ nord, 1° 16′ 51″ ouest | « PA00108588 » | Classé Inscrit         | 1924 2004           | Château de Clisson                                |
| Domaine de la Garenne Lemot                       | Clisson                                      |                                                   | 47° 05′ 06″ nord, 1° 16′ 33″ ouest | « PA00108589 » | Inscrit Classé         | 1969 1986 1988 2000 | Domaine de la Garenne Lemot                       |
| Église Notre-Dame                                 | Clisson                                      | Place de l'Église                                 | 47° 05′ 15″ nord, 1° 16′ 52″ ouest | « PA44000036 » | Inscrit                | 2006                | Église Notre-Dame                                 |
| Église Saint-Jacques                              | Clisson                                      | Petite-rue Saint-Jacques                          | 47° 05′ 19″ nord, 1° 17′ 04″ ouest | « PA00108590 » | Inscrit                | 1941                | Église Saint-Jacques                              |
| Église de la Trinité                              | Clisson                                      |                                                   | 47° 05′ 19″ nord, 1° 16′ 35″ ouest | « PA44000005 » | Inscrit                | 1997                | Église de la Trinité                              |
| Halles                                            | Clisson                                      |                                                   | 47° 05′ 14″ nord, 1° 16′ 55″ ouest | « PA00108591 » | Classé                 | 1923                | Halles                                            |
| Pont Saint-Antoine                                | Clisson                                      |                                                   | 47° 05′ 12″ nord, 1° 16′ 41″ ouest | « PA00108592 » | Classé                 | 1922                | Pont Saint-Antoine                                |
| Pont de la Vallée                                 | Clisson                                      |                                                   | 47° 05′ 13″ nord, 1° 16′ 47″ ouest | « PA00108593 » | Classé                 | 1922                | Pont de la Vallée                                 |
| Porte de ville                                    | Clisson                                      |                                                   | 47° 05′ 08″ nord, 1° 16′ 57″ ouest | « PA00108594 » | Classé                 | 1984                | Porte de ville                                    |
| Villa de la Garenne-Valentin                      | Clisson                                      |                                                   | 47° 05′ 18″ nord, 1° 16′ 36″ ouest | « PA44000006 » | Inscrit                | 1997                | Villa de la Garenne-Valentin                      |
| Château de Conquereuil                            | Conquereuil                                  |                                                   | 47° 36′ 43″ nord, 1° 43′ 56″ ouest | « PA00108595 » | Inscrit                | 1954                | Image manquante Téléverser                        |
| Tour à plomb                                      | Couëron                                      |                                                   | 47° 12′ 34″ nord, 1° 43′ 12″ ouest | « PA00108596 » | Classé                 | 1993                | Tour à plomb                                      |
| Château de la Villejégu                           | Couffé                                       |                                                   | 47° 23′ 10″ nord, 1° 17′ 58″ ouest | « PA00108597 » | Inscrit                | 1984                | Image manquante Téléverser                        |
| Chapelle du Crucifix                              | Le Croisic                                   |                                                   | 47° 17′ 02″ nord, 2° 30′ 19″ ouest | « PA00108598 » | Inscrit                | 1952                | Chapelle du Crucifix                              |
| Croix de Kervaudu                                 | Le Croisic                                   |                                                   | 47° 17′ 34″ nord, 2° 31′ 41″ ouest | « PA00108599 » | Inscrit                | 1944                | Croix de Kervaudu                                 |
| Église Notre-Dame-de-Pitié                        | Le Croisic                                   |                                                   | 47° 17′ 40″ nord, 2° 30′ 48″ ouest | « PA00108600 » | Classé                 | 1906                | Église Notre-Dame-de-Pitié                        |
| Église Saint-Goustan                              | Le Croisic                                   |                                                   | 47° 18′ 04″ nord, 2° 31′ 36″ ouest | « PA00108601 » | Classé                 | 1840                | Église Saint-Goustan                              |
| Hôtel d'Aiguillon                                 | Le Croisic                                   |                                                   | 47° 17′ 44″ nord, 2° 30′ 50″ ouest | « PA00108602 » | Inscrit                | 1926                | Hôtel d'Aiguillon                                 |
| Maison                                            | Le Croisic                                   | 14 place Dinan                                    | 47° 17′ 34″ nord, 2° 30′ 38″ ouest | « PA00108603 » | Inscrit                | 1933                | Maison                                            |
| Maison                                            | Le Croisic                                   | 28 rue de l'Église                                | 47° 17′ 38″ nord, 2° 30′ 43″ ouest | « PA00108604 » | Inscrit                | 1966                | Maison                                            |
| Maison                                            | Le Croisic                                   | 33 rue Saint-Christophe                           | 47° 17′ 39″ nord, 2° 30′ 40″ ouest | « PA00108606 » | Inscrit                | 1932                | Maison                                            |
| Maison                                            | Le Croisic                                   | 35 rue Saint-Christophe                           | 47° 17′ 39″ nord, 2° 30′ 40″ ouest | « PA00108607 » | Inscrit                | 1932                | Maison                                            |
| Maison                                            | Le Croisic                                   | Quai de la Grande-Chambre                         | 47° 17′ 42″ nord, 2° 30′ 43″ ouest | « PA00108605 » | Inscrit                | 1925                | Maison                                            |
| Manoir de Kervaudu                                | Le Croisic                                   |                                                   | 47° 17′ 47″ nord, 2° 31′ 34″ ouest | « PA00108608 » | Classé                 | 1921                | Manoir de Kervaudu                                |
| Menhir de la Pierre Longue                        | Le Croisic                                   |                                                   | 47° 17′ 15″ nord, 2° 31′ 51″ ouest | « PA00108609 » | Classé                 | 1889                | Menhir de la Pierre Longue                        |
| Phare du plateau du Four                          | Le Croisic                                   |                                                   | 47° 17′ 46″ nord, 2° 37′ 45″ ouest | « PA44000050 » | Classé                 | 2012                | Phare du plateau du Four                          |
| Château Saint-Clair                               | Derval                                       |                                                   | 47° 41′ 09″ nord, 1° 39′ 31″ ouest | « PA00108610 » | Inscrit                | 1925                | Château Saint-Clair                               |
| Église Saint-Martin de Donges                     | Donges                                       |                                                   | 47° 19′ 07″ nord, 2° 04′ 24″ ouest |                | Inscrit                | 2023                | Église Saint-Martin de Donges                     |
| Manoir de la Hélardière                           | Donges                                       |                                                   | 47° 19′ 14″ nord, 2° 05′ 24″ ouest | « PA44000054 » | Inscrit                | 2012                | Manoir de la Hélardière                           |
| Menhir de la Vacherie                             | Donges                                       |                                                   | 47° 18′ 33″ nord, 2° 03′ 40″ ouest | « PA00108611 » | Classé                 | 1889                | Menhir de la Vacherie                             |
| Croix de Fegréac                                  | Fégréac                                      |                                                   | 47° 35′ 09″ nord, 2° 02′ 41″ ouest | « PA00108613 » | Inscrit                | 1951                | Croix de Fegréac                                  |
| Église Notre-Dame                                 | Le Gâvre                                     |                                                   | 47° 31′ 11″ nord, 1° 44′ 47″ ouest | « PA00108614 » | Inscrit                | 1926                | Église Notre-Dame                                 |
| Domaine de la Garenne Lemot                       | Gétigné                                      | Avenue Xavier Rineau                              | 47° 05′ 06″ nord, 1° 16′ 33″ ouest | « PA00108615 » | Inscrit Classé         | 1969 1986 1988 2000 | Domaine de la Garenne Lemot                       |
| Château de l'Oiselinière                          | Gorges                                       |                                                   | 47° 06′ 24″ nord, 1° 17′ 34″ ouest | « PA44000007 » | Inscrit                | 1997                | Château de l'Oiselinière                          |
| Manoir de la Petite-Haie                          | Grand-Auverné                                |                                                   | 47° 34′ 31″ nord, 1° 16′ 27″ ouest | « PA00108616 » | Inscrit                | 1984                | Manoir de la Petite-Haie                          |
| Chapelle Saint-Georges                            | Guémené-Penfao                               |                                                   | 47° 36′ 11″ nord, 1° 47′ 45″ ouest | « PA44000032 » | Inscrit                | 2004                | Chapelle Saint-Georges                            |
| Château du Brossay                                | Guémené-Penfao                               |                                                   | 47° 40′ 46″ nord, 1° 49′ 07″ ouest | « PA44000074 » | Inscrit                | 2023                | Image manquante Téléverser                        |
| Chapelle Notre-Dame-la-Blanche                    | Guérande                                     |                                                   | 47° 19′ 39″ nord, 2° 25′ 50″ ouest | « PA00108617 » | Classé                 | 1910                | Chapelle Notre-Dame-la-Blanche                    |
| Château de Careil                                 | Guérande                                     |                                                   | 47° 17′ 55″ nord, 2° 23′ 55″ ouest | « PA00108618 » | Inscrit                | 1925                | Château de Careil                                 |
| Couvent des Ursulines                             | Guérande                                     | 68 faubourg Saint-Michel                          | 47° 19′ 27″ nord, 2° 25′ 14″ ouest | « PA44000026 » | Inscrit                | 2001                | Couvent des Ursulines                             |
| Croix du Requer                                   | Guérande                                     |                                                   | 47° 19′ 59″ nord, 2° 28′ 07″ ouest | « PA00108619 » | Inscrit                | 1944                | Croix du Requer                                   |
| Dolmen de Sandun                                  | Guérande                                     |                                                   | 47° 20′ 59″ nord, 2° 20′ 31″ ouest | « PA00108620 » | Classé                 | 1935                | Dolmen de Sandun                                  |
| Église Saint-Aubin                                | Guérande                                     |                                                   | 47° 19′ 41″ nord, 2° 25′ 44″ ouest | « PA00108621 » | Classé                 | 1840                | Église Saint-Aubin                                |
| Hôtel Saint-Clair                                 | Guérande                                     | 1 et 3 Faubourg Saint-Armel                       | 47° 19′ 31″ nord, 2° 25′ 45″ ouest | « PA00132701 » | Inscrit                | 1994                | Hôtel Saint-Clair                                 |
| Maison                                            | Guérande                                     | 2 rue Honoré-de-Balzac                            | 47° 19′ 42″ nord, 2° 25′ 42″ ouest | « PA00108622 » | Inscrit                | 1966                | Maison                                            |
| Menhir de Bissin                                  | Guérande                                     |                                                   | 47° 18′ 58″ nord, 2° 23′ 36″ ouest | « PA00108623 » | Classé                 | 1978                | Menhir de Bissin                                  |
| Menhir de la Pierre de Saillé                     | Guérande                                     |                                                   | 47° 18′ 36″ nord, 2° 25′ 49″ ouest | « PA00108624 » | Inscrit                | 1984                | Menhir de la Pierre de Saillé                     |
| Moulin de Crémeur                                 | Guérande                                     |                                                   | 47° 20′ 34″ nord, 2° 25′ 37″ ouest | « PA00108625 » | Classé                 | 1901                | Moulin de Crémeur                                 |
| Remparts                                          | Guérande                                     |                                                   | 47° 19′ 38″ nord, 2° 25′ 38″ ouest | « PA00108626 » | Classé                 | 1877 1943           | Remparts                                          |
| Château de Rochefort                              | La Haie-Fouassière                           | rue de la Garenne                                 | 47° 09′ 17″ nord, 1° 24′ 18″ ouest | « PA44000064 » | Inscrit                | 29 juin 2018        | Château de Rochefort                              |
| Château de Goulaine                               | Haute-Goulaine                               |                                                   | 47° 12′ 15″ nord, 1° 24′ 10″ ouest | « PA00108627 » | Classé                 | 1913                | Château de Goulaine                               |
| Villa des Montis                                  | Haute-Goulaine                               |                                                   | 47° 11′ 15″ nord, 1° 24′ 22″ ouest | « PA44000008 » | Inscrit                | 1997                | Villa des Montis                                  |
| Atelier de potier                                 | Herbignac                                    | Landieul                                          | 47° 26′ 28″ nord, 2° 21′ 36″ ouest | « PA00108628 » | Inscrit                | 1986                | Atelier de potier                                 |
| Château de Ranrouët                               | Herbignac                                    |                                                   | 47° 26′ 40″ nord, 2° 17′ 56″ ouest | « PA00108629 » | Inscrit                | 1925                | Château de Ranrouët                               |
| Dolmen du Riholo                                  | Herbignac                                    |                                                   | 47° 27′ 44″ nord, 2° 15′ 52″ ouest | « PA00108630 » | Inscrit                | 1980                | Dolmen du Riholo                                  |
| Château de Lucinière                              | Joué-sur-Erdre                               |                                                   | 47° 29′ 00″ nord, 1° 27′ 57″ ouest | « PA00108631 » | Inscrit                | 1985                | Château de Lucinière                              |
| Prieuré de la Primaudière                         | Juigné-des-Moutiers (également sur Armaillé) |                                                   | 47° 41′ 47″ nord, 1° 10′ 48″ ouest | « PA00108947 » | Classé Inscrit         | 1965 2005           | Prieuré de la Primaudière                         |
| Église Saint-Martin                               | Lavau-sur-Loire                              |                                                   | 47° 18′ 20″ nord, 1° 57′ 57″ ouest | « PA00108632 » | Inscrit                | 1984                | Église Saint-Martin                               |
| Château de Bois Chevalier                         | Legé                                         |                                                   | 46° 54′ 43″ nord, 1° 34′ 15″ ouest | « PA00108633 » | Inscrit Classé         | 1952 1980           | Château de Bois Chevalier                         |
| Château de Retail                                 | Legé                                         |                                                   | 46° 52′ 18″ nord, 1° 34′ 03″ ouest | « PA00108634 » | Inscrit                | 1974                | Château de Retail                                 |
| Logis de la Touche                                | La Limouzinière                              |                                                   | 46° 59′ 22″ nord, 1° 35′ 33″ ouest | « PA44000001 » | Inscrit                | 1996                | Image manquante Téléverser                        |
| Église Saint-Jean-Baptiste                        | Le Loroux-Bottereau                          |                                                   | 47° 14′ 18″ nord, 1° 20′ 56″ ouest | « PA00108636 » | Classé                 | 1923                | Église Saint-Jean-Baptiste                        |
| Manoir de la Dixmerie                             | Le Loroux-Bottereau                          |                                                   | 47° 14′ 29″ nord, 1° 22′ 19″ ouest | « PA44000043 » | Inscrit                | 2008                | Image manquante Téléverser                        |
| Château de Caratel                                | Louisfert                                    |                                                   | 47° 40′ 11″ nord, 1° 27′ 42″ ouest | « PA00108635 » | Inscrit                | 1985                | Image manquante Téléverser                        |
| Église du Vieux-Bourg                             | Lusanger                                     |                                                   | 47° 40′ 52″ nord, 1° 36′ 34″ ouest | « PA44000009 » | Inscrit                | 1997                | Image manquante Téléverser                        |
| Menhir de la Pierre du Hochu                      | Lusanger                                     | Forêt de Domnèche                                 | 47° 41′ 05″ nord, 1° 34′ 56″ ouest | « PA00108637 » | Classé                 | 1928                | Menhir de la Pierre du Hochu                      |
| Chapelle Sainte-Marie-Madeleine                   | Machecoul                                    |                                                   | 46° 57′ 36″ nord, 1° 52′ 58″ ouest | « PA00108638 » | Classé                 | 1997                | Chapelle Sainte-Marie-Madeleine                   |
| Château de Gilles de Retz                         | Machecoul                                    |                                                   | 46° 59′ 29″ nord, 1° 48′ 51″ ouest | « PA00108639 » | Inscrit                | 2004                | Château de Gilles de Retz                         |
| Hôtel Réal des Perrières                          | Machecoul                                    | 17 rue Alexandre-Riou                             | 46° 59′ 37″ nord, 1° 49′ 10″ ouest | « PA00108852 » | Inscrit                | 1992                | Hôtel Réal des Perrières                          |
| Château du Goust                                  | Malville                                     |                                                   | 47° 18′ 49″ nord, 1° 51′ 41″ ouest | « PA44000044 » | Inscrit                | 2008                | Château du Goust                                  |
| Fontaine Saint-Denis                              | Mauves-sur-Loire                             | Rue de la Côte Saint-Denis                        | 47° 17′ 40″ nord, 1° 23′ 30″ ouest | « PA44000055 » | Inscrit                | 2012                | Fontaine Saint-Denis                              |
| Villa de Beaulieu                                 | Mauves-sur-Loire                             |                                                   | 47° 18′ 16″ nord, 1° 23′ 14″ ouest | « PA44000010 » | Inscrit                | 1997                | Villa de Beaulieu                                 |
| Abbaye Notre-Dame                                 | La Meilleraye-de-Bretagne                    |                                                   | 47° 32′ 54″ nord, 1° 22′ 40″ ouest | « PA00108640 » | Classé Inscrit Classé  | 1984 1993           | Abbaye Notre-Dame                                 |
| Moulin de la Quétraye                             | Mésanger                                     |                                                   | 47° 25′ 47″ nord, 1° 13′ 00″ ouest | « PA00108641 » | Inscrit                | 1965                | Moulin de la Quétraye                             |
| Château de la Bretesche                           | Missillac                                    |                                                   | 47° 28′ 58″ nord, 2° 10′ 19″ ouest | « PA00108642 » | Inscrit                | 1926                | Château de la Bretesche                           |
| Église Saint-Jouin                                | Moisdon-la-Rivière                           |                                                   | 47° 37′ 17″ nord, 1° 22′ 19″ ouest | « PA00108643 » | Inscrit                | 1978                | Église Saint-Jouin                                |
| Forges de Moisdon-la-Rivière                      | Moisdon-la-Rivière                           |                                                   | 47° 36′ 17″ nord, 1° 20′ 53″ ouest | « PA00108644 » | Inscrit                | 1985                | Forges de Moisdon-la-Rivière                      |
| Maison de maître de forges                        | Moisdon-la-Rivière                           |                                                   | 47° 36′ 12″ nord, 1° 20′ 53″ ouest | « PA00108646 » | Inscrit                | 1985                | Maison de maître de forges                        |
| Maison de maître de forges                        | Moisdon-la-Rivière                           |                                                   | 47° 36′ 11″ nord, 1° 20′ 55″ ouest | « PA00108645 » | Inscrit                | 1985                | Maison de maître de forges                        |
| Église Saint-Pierre                               | Montrelais                                   |                                                   | 47° 23′ 18″ nord, 0° 57′ 58″ ouest | « PA00108647 » | Inscrit                | 1982                | Église Saint-Pierre                               |
| Chapelle de Prigny                                | Les Moutiers-en-Retz                         |                                                   | 47° 03′ 58″ nord, 1° 58′ 51″ ouest | « PA00108648 » | Classé Inscrit         | 1913 2016           | Chapelle de Prigny                                |
| Lanterne des morts                                | Les Moutiers-en-Retz                         | Cimetière                                         | 47° 03′ 46″ nord, 2° 00′ 02″ ouest | « PA00108649 » | Classé                 | 1913                | Lanterne des morts                                |
| Pont romain                                       | Mouzillon                                    |                                                   | 47° 08′ 17″ nord, 1° 16′ 54″ ouest | « PA00108650 » | Inscrit                | 1925                | Pont romain                                       |
| Château de la Touche                              | Nozay                                        |                                                   | 47° 34′ 12″ nord, 1° 37′ 12″ ouest | « PA00108761 » | Inscrit                | 1988                | Château de la Touche                              |
| Église Saint-Pierre-aux-Liens du Vieux-Bourg      | Nozay                                        |                                                   | 47° 34′ 00″ nord, 1° 36′ 58″ ouest | « PA00108762 » | Classé                 | 1989                | Église Saint-Pierre-aux-Liens du Vieux-Bourg      |
| Menhir de Couëbrac                                | Nozay                                        |                                                   | 47° 34′ 26″ nord, 1° 35′ 04″ ouest | « PA00108763 » | Classé                 | 1928                | Menhir de Couëbrac                                |
| Château de la Morlière                            | Orvault                                      | Parc de la Morlière                               | 47° 15′ 19″ nord, 1° 35′ 46″ ouest | « PA44000051 » | Inscrit                | 2011                | Château de la Morlière                            |
| Château d'Oudon                                   | Oudon                                        |                                                   | 47° 20′ 44″ nord, 1° 17′ 21″ ouest | « PA00108764 » | Classé Inscrit         | 1866 1875 2000      | Château d'Oudon                                   |
| Menhir de la Pierre blanche                       | Oudon                                        |                                                   | 47° 21′ 17″ nord, 1° 19′ 04″ ouest | « PA00108765 » | Classé                 | 1970                | Menhir de la Pierre blanche                       |
| Villa d'Omblepied                                 | Oudon                                        |                                                   | 47° 21′ 50″ nord, 1° 14′ 28″ ouest | « PA44000014 » | Inscrit                | 1997                | Villa d'Omblepied                                 |
| Église Saint-Louis                                | Paimbœuf                                     | Place de l'Église                                 | 47° 17′ 14″ nord, 2° 02′ 07″ ouest | « PA44000037 » | Inscrit                | 2006                | Église Saint-Louis                                |
| Chapelle Sainte-Anne                              | Le Pallet                                    |                                                   | 47° 08′ 10″ nord, 1° 19′ 51″ ouest | « PA00108766 » | Inscrit                | 1941                | Chapelle Sainte-Anne                              |
| Cartes du Diable                                  | Piriac-sur-Mer                               | Route de Saint-Sébastien                          | 47° 22′ 01″ nord, 2° 31′ 20″ ouest | « PA44000035 » | Inscrit                | 2006                | Cartes du Diable                                  |
| Chapelle de Fresnay                               | Plessé                                       |                                                   | 47° 33′ 11″ nord, 1° 53′ 32″ ouest | « PA44000015 » | Inscrit                | 1997                | Image manquante Téléverser                        |
| Château de Carheil                                | Plessé                                       |                                                   | 47° 30′ 36″ nord, 1° 55′ 56″ ouest | « PA00108768 » | Classé                 | 1980                | Image manquante Téléverser                        |
| Fuseau de la Madeleine                            | Pontchâteau                                  |                                                   | 47° 26′ 11″ nord, 2° 08′ 12″ ouest | « PA00108769 » | Classé                 | 1889                | Fuseau de la Madeleine                            |
| Château du Plessis                                | Pont-Saint-Martin                            |                                                   | 47° 07′ 05″ nord, 1° 34′ 30″ ouest | « PA00108770 » | Inscrit                | 1975                | Château du Plessis                                |
| Château de la Rairie                              | Pont-Saint-Martin                            |                                                   | 47° 08′ 06″ nord, 1° 34′ 36″ ouest | « PA00108771 » | Inscrit                | 1989                | Image manquante Téléverser                        |
| Menhirs des Dames de pierre                       | Pont-Saint-Martin                            |                                                   | 47° 07′ 33″ nord, 1° 34′ 36″ ouest | « PA00108772 » | Classé                 | 1982                | Menhirs des Dames de pierre                       |
| Château de Pornic                                 | Pornic                                       |                                                   | 47° 06′ 50″ nord, 2° 06′ 20″ ouest | « PA00108773 » | Inscrit                | 1986 2018           | Château de Pornic                                 |
| Dolmen de la Joselière                            | Pornic                                       |                                                   | 47° 06′ 08″ nord, 2° 04′ 47″ ouest | « PA00108774 » | Classé                 | 1978                | Dolmen de la Joselière                            |
| Dolmen du Pré d'Air                               | Pornic                                       |                                                   | 47° 06′ 08″ nord, 2° 04′ 47″ ouest | « PA00108775 » | Inscrit                | 1983                | Dolmen du Pré d'Air                               |
| Tumulus des Mousseaux                             | Pornic                                       | Rue des Mousseaux                                 | 47° 06′ 56″ nord, 2° 06′ 54″ ouest | « PA00108776 » | Classé                 | 1889 2006           | Tumulus des Mousseaux                             |
| Croix des Forts                                   | Pornichet                                    |                                                   | à géolocaliser                     | « PA00108777 » | Inscrit                | 1925                | Croix des Forts                                   |
| Villa Ker Souveraine                              | Pornichet                                    | 202 boulevard des Océanides                       | 47° 16′ 21″ nord, 2° 21′ 20″ ouest | « PA44000030 » | Inscrit                | 2002                | Villa Ker Souveraine                              |
| Château de Briord                                 | Port-Saint-Père                              |                                                   | 47° 09′ 36″ nord, 1° 46′ 04″ ouest | « PA00108778 » | Inscrit                | 1980                | Château de Briord                                 |
| Château de Granville                              | Port-Saint-Père                              |                                                   | 47° 08′ 28″ nord, 1° 45′ 33″ ouest | « PA00108853 » | Inscrit                | 1992                | Château de Granville                              |
| Camp celtique                                     | Le Pouliguen                                 |                                                   | 47° 15′ 35″ nord, 2° 25′ 14″ ouest | « PA00108781 » | Inscrit                | 1979                | Image manquante Téléverser                        |
| Camp gaulois                                      | Le Pouliguen                                 |                                                   | 47° 15′ 34″ nord, 2° 25′ 12″ ouest | « PA44000002 » | Inscrit                | 1996                | Image manquante Téléverser                        |
| Chapelle de Penchâteau                            | Le Pouliguen                                 |                                                   | 47° 16′ 05″ nord, 2° 25′ 26″ ouest | « PA00108779 » | Inscrit                | 1925                | Chapelle de Penchâteau                            |
| Croix de Penchâteau                               | Le Pouliguen                                 |                                                   | 47° 16′ 05″ nord, 2° 25′ 26″ ouest | « PA00108780 » | Inscrit                | 1944                | Croix de Penchâteau                               |
| Logis seigneurial de l'Escuray                    | Prinquiau                                    |                                                   | 47° 21′ 53″ nord, 2° 00′ 25″ ouest | « PA44000016 » | Inscrit                | 1997                | Image manquante Téléverser                        |
| Chapelle Saint-Lupien                             | Rezé                                         |                                                   | 47° 11′ 31″ nord, 1° 33′ 55″ ouest | « PA00108782 » | Classé                 | 1986                | Chapelle Saint-Lupien                             |
| Cité Radieuse                                     | Rezé                                         |                                                   | 47° 11′ 19″ nord, 1° 34′ 06″ ouest | « PA00108783 » | Classé                 | 2001                | Cité Radieuse                                     |
| Mur gallo-romain de Saint-Lupien                  | Rezé                                         |                                                   | 47° 11′ 31″ nord, 1° 33′ 55″ ouest | « PA00108571 » | Classé                 | 1986                | Mur gallo-romain de Saint-Lupien                  |
| Haut-fourneau de la Poitevinière                  | Riaillé                                      |                                                   | 47° 32′ 01″ nord, 1° 18′ 28″ ouest | « PA00108784 » | Inscrit                | 1986                | Image manquante Téléverser                        |
| Manoir de l'Orgeraie                              | Rougé                                        |                                                   | 47° 45′ 44″ nord, 1° 29′ 31″ ouest | « PA00108785 » | Inscrit                | 1986                | Image manquante Téléverser                        |
| Menhir des Pierres Velières                       | Rougé                                        |                                                   | 47° 48′ 04″ nord, 1° 26′ 40″ ouest | « PA00108786 » | Inscrit                | 1981                | Menhir des Pierres Velières                       |
| Château de Souché                                 | Saint-Aignan-Grandlieu                       |                                                   | 47° 08′ 10″ nord, 1° 38′ 03″ ouest | « PA44000025 » | Inscrit                | 2000                | Image manquante Téléverser                        |
| Croix de la Ville au Jau                          | Saint-André-des-Eaux                         | D127 Route de la Ville au Jau                     | 47° 18′ 26″ nord, 2° 19′ 04″ ouest | « PA00108787 » | Inscrit                | 1944                | Croix de la Ville au Jau                          |
| Menhir à cupules                                  | Saint-André-des-Eaux                         | Coicas                                            | 47° 18′ 29″ nord, 2° 20′ 31″ ouest | « PA00108788 » | Classé                 | 1889                | Menhir à cupules                                  |
| Château du Plessis                                | Saint-Aubin-des-Châteaux                     |                                                   | 47° 43′ 28″ nord, 1° 28′ 53″ ouest | « PA00108854 » | Inscrit                | 1992                | Image manquante Téléverser                        |
| Menhir des Louères                                | Saint-Aubin-des-Châteaux                     |                                                   | 47° 43′ 11″ nord, 1° 29′ 44″ ouest | « PA00108789 » | Classé                 | 1928                | Menhir des Louères                                |
| Dolmen de la Briordais                            | Saint-Brevin-les-Pins                        |                                                   | 47° 14′ 40″ nord, 2° 08′ 29″ ouest | « PA00108790 » | Inscrit                | 1981                | Dolmen de la Briordais                            |
| Dolmen des Rossignols                             | Saint-Brevin-les-Pins                        |                                                   | 47° 13′ 52″ nord, 2° 10′ 00″ ouest | « PA00108791 » | Inscrit                | 1982                | Dolmen des Rossignols                             |
| Menhir du Boivre                                  | Saint-Brevin-les-Pins                        |                                                   | 47° 11′ 48″ nord, 2° 08′ 39″ ouest | « PA00108796 » | Inscrit                | 1980                | Menhir du Boivre                                  |
| Menhir de la Pierre Attelée                       | Saint-Brevin-les-Pins                        |                                                   | 47° 11′ 52″ nord, 2° 09′ 10″ ouest | « PA00108792 » | Classé                 | 1978                | Menhir de la Pierre Attelée                       |
| Menhir des Pierres Couchées                       | Saint-Brevin-les-Pins                        |                                                   | 47° 12′ 12″ nord, 2° 08′ 53″ ouest | « PA00108793 » | Classé                 | 1977                | Menhir des Pierres Couchées                       |
| Menhir du Plessis-Gamat                           | Saint-Brevin-les-Pins                        |                                                   | 47° 15′ 18″ nord, 2° 09′ 17″ ouest | « PA00108795 » | Classé                 | 1977                | Menhir du Plessis-Gamat                           |
| Pierre de Gargantua                               | Saint-Brevin-les-Pins                        |                                                   | 47° 15′ 50″ nord, 2° 09′ 41″ ouest | « PA00108794 » | Classé                 | 1973                | Pierre de Gargantua                               |
| Dolmen de La Salle des Fées                       | Sainte-Pazanne                               |                                                   | 47° 04′ 45″ nord, 1° 47′ 29″ ouest | « PA00108817 » | Classé                 | 1889                | Dolmen de La Salle des Fées                       |
| Église Notre-Dame                                 | Sainte-Pazanne                               |                                                   | 47° 06′ 12″ nord, 1° 48′ 42″ ouest | « PA44000041 » | Inscrit                | 2007                | Église Notre-Dame                                 |
| Église Saint-Étienne                              | Saint-Étienne-de-Montluc                     | Place de l'Église                                 | 47° 16′ 35″ nord, 1° 46′ 50″ ouest | « PA44000039 » | Inscrit                | 2007                | Église Saint-Étienne                              |
| Château du Coin (communs)                         | Saint-Fiacre-sur-Maine                       |                                                   | 47° 08′ 56″ nord, 1° 26′ 40″ ouest | « PA44000065 » | Inscrit                | 16 février 2018     | Image manquante Téléverser                        |
| Abbaye Saint-Gildas                               | Saint-Gildas-des-Bois                        |                                                   | 47° 30′ 59″ nord, 2° 02′ 13″ ouest | « PA00108797 » | Classé Inscrit         | 1994 2003           | Abbaye Saint-Gildas                               |
| Église Saint-Hermeland                            | Saint-Herblain                               |                                                   | 47° 12′ 37″ nord, 1° 39′ 06″ ouest | « PA00108798 » | Inscrit                | 1925                | Église Saint-Hermeland                            |
| Manoir de la Paclais                              | Saint-Herblain                               |                                                   | 47° 13′ 36″ nord, 1° 40′ 05″ ouest | « PA00108799 » | Inscrit                | 1949                | Manoir de la Paclais                              |
| Chapelle de Bethléem                              | Saint-Jean-de-Boiseau                        |                                                   | 47° 11′ 44″ nord, 1° 43′ 54″ ouest | « PA00108800 » | Classé                 | 1911                | Chapelle de Bethléem                              |
| Cairn funéraire                                   | Saint-Joachim                                | Îlot du Trésor                                    | 47° 23′ 01″ nord, 2° 16′ 47″ ouest | « PA00108801 » | Classé                 | 1981                | Image manquante Téléverser                        |
| Enclos funéraire                                  | Saint-Joachim                                | Butte aux Pierres                                 | 47° 23′ 06″ nord, 2° 16′ 07″ ouest | « PA00108802 » | Classé                 | 1981                | Image manquante Téléverser                        |
| Ensemble mégalithique                             | Saint-Joachim                                | Petite Butte des Roches                           | 47° 23′ 50″ nord, 2° 16′ 30″ ouest | « PA00108803 » | Classé                 | 1981                | Image manquante Téléverser                        |
| Ensemble préhistorique                            | Saint-Joachim                                | la Butte aux Pierres                              | 47° 23′ 29″ nord, 2° 16′ 09″ ouest | « PA00108804 » | Classé                 | 1981                | Image manquante Téléverser                        |
| Sépultures mégalithiques de la Butte aux Corzeaux | Saint-Joachim                                | la Butte aux Gorzeaux                             | 47° 23′ 57″ nord, 2° 16′ 52″ ouest | « PA00108805 » | Classé                 | 1981                | Sépultures mégalithiques de la Butte aux Corzeaux |
| Chapelle Saint-Barthélemy                         | Saint-Julien-de-Concelles                    |                                                   | 47° 15′ 28″ nord, 1° 21′ 38″ ouest | « PA00108806 » | Inscrit                | 1925                | Chapelle Saint-Barthélemy                         |
| Gentilhommière de la Meslerie                     | Saint-Julien-de-Concelles                    |                                                   | 47° 14′ 52″ nord, 1° 23′ 50″ ouest | « PA00108807 » | Inscrit                | 1984                | Gentilhommière de la Meslerie                     |
| Moulin à vent de Tue-Loup                         | Saint-Julien-de-Concelles                    |                                                   | 47° 14′ 03″ nord, 1° 25′ 30″ ouest | « PA00108808 » | Inscrit                | 1979                | Moulin à vent de Tue-Loup                         |
| Église Saint-Julien                               | Saint-Julien-de-Vouvantes                    |                                                   | 47° 38′ 31″ nord, 1° 14′ 15″ ouest | « PA44000040 » | Inscrit                | 2007                | Église Saint-Julien                               |
| Villa du Châtelier                                | Saint-Léger-les-Vignes                       |                                                   | 47° 08′ 32″ nord, 1° 42′ 56″ ouest | « PA44000017 » | Inscrit                | 1997                | Image manquante Téléverser                        |
| Dolmens de Kerbourg                               | Saint-Lyphard                                | Hameau de Kerbourg                                | 47° 21′ 45″ nord, 2° 21′ 43″ ouest | « PA00108809 » | Classé                 | 1951                | Dolmens de Kerbourg                               |
| Pierre du Len                                     | Saint-Lyphard                                |                                                   | 47° 23′ 49″ nord, 2° 20′ 15″ ouest | « PA00108810 » | Inscrit                | 1981                | Pierre du Len                                     |
| Château de Saint-Mars-de-Coutais                  | Saint-Mars-de-Coutais                        |                                                   | 47° 06′ 53″ nord, 1° 44′ 18″ ouest | « PA00108811 » | Inscrit                | 1982                | Image manquante Téléverser                        |
| Balise des Morées                                 | Saint-Nazaire                                | en mer                                            | 47° 15′ 03″ nord, 2° 13′ 01″ ouest | « PA44000052 » | Inscrit                | 2011                | Balise des Morées                                 |
| Calvaire des Rochelles                            | Saint-Nazaire                                |                                                   | 47° 14′ 58″ nord, 2° 16′ 12″ ouest | « PA00108812 » | Inscrit                | 1944                | Calvaire des Rochelles                            |
| Croix du Dernier                                  | Saint-Nazaire                                |                                                   | 47° 16′ 05″ nord, 2° 16′ 42″ ouest | « PA00108813 » | Inscrit                | 1926                | Croix du Dernier                                  |
| Croix d'Heinleix                                  | Saint-Nazaire                                |                                                   | 47° 15′ 55″ nord, 2° 16′ 04″ ouest | « PA00108814 » | Inscrit                | 1944                | Croix d'Heinleix                                  |
| Dolmen des Trois Pierres                          | Saint-Nazaire                                | Square du Dolmen                                  | 47° 16′ 46″ nord, 2° 12′ 22″ ouest | « PA00108815 » | Classé                 | 1889                | Dolmen des Trois Pierres                          |
| Église Sainte-Anne                                | Saint-Nazaire                                | 28 boulevard Jean Mermoz                          | 47° 16′ 42″ nord, 2° 13′ 35″ ouest | « PA44000066 » | Inscrit                | 29 mai 2019         | Image manquante Téléverser                        |
| Palais des sports                                 | Saint-Nazaire                                | Avenue Léo Lagrange                               | 47° 16′ 17″ nord, 2° 13′ 46″ ouest | « PA44000067 » | Inscrit                | 29 mai 2019         | Palais des sports                                 |
| Phare du Grand-Charpentier                        | Saint-Nazaire                                |                                                   | 47° 12′ 49″ nord, 2° 19′ 08″ ouest | « PA44000053 » | Inscrit                | 2011                | Phare du Grand-Charpentier                        |
| Tumulus de Dissignac                              | Saint-Nazaire                                | Route de Dissignac                                | 47° 16′ 15″ nord, 2° 16′ 46″ ouest | « PA00108816 » | Classé                 | 1889                | Tumulus de Dissignac                              |
| Menhir de la Riveraie                             | Saint-Père-en-Retz                           |                                                   | 47° 12′ 30″ nord, 2° 06′ 09″ ouest | « PA00108818 » | Inscrit                | 1984                | Menhir de la Riveraie                             |
| Abbatiale Saint-Philibert                         | Saint-Philbert-de-Grand-Lieu                 |                                                   | 47° 02′ 19″ nord, 1° 38′ 27″ ouest | « PA00108819 » | Classé                 | 1896                | Abbatiale Saint-Philibert                         |
| Villa des Bretaudières                            | Saint-Philbert-de-Grand-Lieu                 |                                                   | 47° 00′ 57″ nord, 1° 37′ 57″ ouest | « PA44000018 » | Inscrit                | 1997                | Image manquante Téléverser                        |
| Chapelle de la Savarière                          | Saint-Sébastien-sur-Loire                    |                                                   | 47° 12′ 31″ nord, 1° 29′ 28″ ouest | « PA00108820 » | Inscrit                | 1986                | Chapelle de la Savarière                          |
| Folie de la Gibraye                               | Saint-Sébastien-sur-Loire                    | Boulevard des Pas-Enchantés                       | 47° 12′ 26″ nord, 1° 30′ 59″ ouest | « PA00108821 » | Classé Inscrit         | 1983                | Image manquante Téléverser                        |
| Château du Plessis-Mareil                         | Saint-Viaud                                  |                                                   | 47° 15′ 59″ nord, 1° 57′ 47″ ouest | « PA00108823 » | Inscrit                | 1978                | Château du Plessis-Mareil                         |
| Moulin de la Ramée                                | Saint-Viaud                                  |                                                   | 47° 16′ 20″ nord, 1° 59′ 02″ ouest | « PA00108824 » | Inscrit                | 1979                | Moulin de la Ramée                                |
| Villa du Plessis-Grimaud                          | Saint-Viaud                                  |                                                   | 47° 14′ 12″ nord, 1° 59′ 19″ ouest | « PA44000019 » | Inscrit                | 1997                | Villa du Plessis-Grimaud                          |
| Chapelle Notre-Dame de Bongarant                  | Sautron                                      |                                                   | 47° 16′ 41″ nord, 1° 41′ 48″ ouest | « PA00108825 » | Inscrit                | 1969                | Chapelle Notre-Dame de Bongarant                  |
| Moulin de la Pâquelais                            | Savenay                                      |                                                   | 47° 20′ 30″ nord, 1° 53′ 51″ ouest | « PA44000003 » | Inscrit                | 1996                | Moulin de la Pâquelais                            |
| Fuseau de Berthe                                  | Sévérac                                      | Le Rocher-à-la-Vache                              | 47° 32′ 41″ nord, 2° 03′ 03″ ouest | « PA00108845 » | Classé                 | 1990                | Fuseau de Berthe                                  |
| Forge de la Hunaudière                            | Sion-les-Mines                               |                                                   | 47° 42′ 52″ nord, 1° 32′ 00″ ouest | « PA00108826 » | Inscrit Classé Inscrit | 1986 1987           | Forge de la Hunaudière                            |
| Menhir de Briangault                              | Sion-les-Mines                               |                                                   | 47° 42′ 06″ nord, 1° 32′ 54″ ouest | « PA00108827 » | Classé                 | 1983                | Menhir de Briangault                              |
| Menhir de la Grée à Midi                          | Sion-les-Mines                               |                                                   | 47° 43′ 24″ nord, 1° 35′ 39″ ouest | « PA00108829 » | Classé                 | 1929                | Menhir de la Grée à Midi                          |
| Menhir de Pierre-Pin                              | Sion-les-Mines                               | La Haute Noë                                      | 47° 43′ 24″ nord, 1° 33′ 29″ ouest | « PA00108828 » | Inscrit                | 1988                | Menhir de Pierre-Pin                              |
| Roche à la Bergère                                | Sion-les-Mines                               |                                                   | 47° 42′ 06″ nord, 1° 36′ 47″ ouest | « PA00108830 » | Classé                 | 1983                | Roche à la Bergère                                |
| Menhir des Faux                                   | Les Sorinières                               |                                                   | 47° 09′ 34″ nord, 1° 31′ 11″ ouest | « PA00108831 » | Inscrit                | 1984                | Menhir des Faux                                   |
| Menhir de Haute-Lande                             | Les Sorinières                               |                                                   | 47° 09′ 28″ nord, 1° 31′ 30″ ouest | « PA00108832 » | Inscrit                | 1960                | Menhir de Haute-Lande                             |
| Pierre de la Chopinière                           | Soudan                                       |                                                   | 47° 43′ 03″ nord, 1° 14′ 33″ ouest | « PA00108833 » | Inscrit                | 1981                | Pierre de la Chopinière                           |
| Château de Chavagne                               | Sucé-sur-Erdre                               |                                                   | 47° 22′ 10″ nord, 1° 31′ 58″ ouest | « PA00132773 » | Inscrit                | 1994                | Image manquante Téléverser                        |
| Château de Launay                                 | Sucé-sur-Erdre                               |                                                   | 47° 19′ 44″ nord, 1° 29′ 32″ ouest | « PA00108834 » | Inscrit                | 1967                | Château de Launay                                 |
| Château de la Guibourgère                         | Teillé                                       |                                                   | 47° 29′ 06″ nord, 1° 17′ 52″ ouest | « PA00108835 » | Inscrit                | 1982                | Château de la Guibourgère                         |
| Château de Thouaré                                | Thouaré-sur-Loire                            |                                                   | 47° 15′ 40″ nord, 1° 26′ 37″ ouest | « PA00108836 » | Inscrit                | 1982                | Château de Thouaré                                |
| Croix de Brogard                                  | La Turballe                                  |                                                   | 47° 20′ 52″ nord, 2° 29′ 38″ ouest | « PA00108837 » | Inscrit                | 1925                | Croix de Brogard                                  |
| Château du Clairay                                | Vallet                                       |                                                   | 47° 09′ 13″ nord, 1° 14′ 31″ ouest | « PA44000020 » | Inscrit                | 1997                | Image manquante Téléverser                        |
| Château de la Noë Bel-Air                         | Vallet                                       |                                                   | 47° 10′ 42″ nord, 1° 17′ 16″ ouest | « PA00108838 » | Classé Inscrit Classé  | 1974 1998 1999      | Château de la Noë Bel-Air                         |
| Château de Saint-Mars-la-Jaille                   | Vallons-de-l'Erdre                           |                                                   | 47° 31′ 24″ nord, 1° 11′ 29″ ouest | « PA00132702 » | Inscrit                | 1994                | Image manquante Téléverser                        |
| Piscine de Saint-Mars-la-Jaille                   | Vallons-de-l'Erdre                           | Avenue Alexandre-Braud                            | 47° 31′ 20″ nord, 1° 11′ 05″ ouest | « PA44000060 » | Inscrit                | 2016                | Image manquante Téléverser                        |
| Chapelle du Vieux Bourg                           | Vallons-de-l'Erdre                           |                                                   | 47° 35′ 00″ nord, 1° 11′ 30″ ouest | « PA00108822 » | Classé                 | 1977                | Chapelle du Vieux Bourg                           |
| Château de Bourmont                               | Vallons-de-l'Erdre                           |                                                   | 47° 32′ 41″ nord, 1° 06′ 03″ ouest | « PA00125647 » | Inscrit                | 1993                | Château de Bourmont                               |
| Ensemble mégalithique de Freigné                  | Vallons-de-l'Erdre                           | Le Gué La Roche-Noire Lande de Voselle            | 47° 33′ 35″ nord, 1° 05′ 21″ ouest | « PA00109116 » | Classé                 | 1978                | Ensemble mégalithique de Freigné                  |
| Manoir de Ghaisne                                 | Vallons-de-l'Erdre                           |                                                   | 47° 32′ 58″ nord, 1° 07′ 22″ ouest | « PA00109117 » | Inscrit                | 1968                | Manoir de Ghaisne                                 |
| Palais Briau                                      | Varades                                      | Palais Briau, rue de la Madeleine - 44370 Varades | 47° 23′ 06″ nord, 1° 01′ 48″ ouest | « PA44000022 » | Inscrit                | 1998                | Palais Briau                                      |
| Menhir de la Pierre qui Tourne                    | Vay                                          |                                                   | 47° 32′ 38″ nord, 1° 41′ 24″ ouest | « PA00108839 » | Classé                 | 1928                | Menhir de la Pierre qui Tourne                    |
| Abbaye Saint-Martin                               | Vertou                                       | Place Saint-Martin                                | 47° 10′ 05″ nord, 1° 28′ 23″ ouest | « PA00108840 » | Inscrit                | 1971                | Abbaye Saint-Martin                               |
| Villa de la Bastière                              | Vertou                                       |                                                   | 47° 08′ 55″ nord, 1° 27′ 27″ ouest | « PA44000021 » | Inscrit                | 1997                | Image manquante Téléverser                        |

## Objets remarquables
| Monument                | Commune                      | Adresse            | Coordonnées                        | Notice         | Protection | Date | Illustration               |
| ----------------------- | ---------------------------- | ------------------ | ---------------------------------- | -------------- | ---------- | ---- | -------------------------- |
| Autobus Chausson n° 207 | Saint-Philbert-de-Grand-Lieu | Rue de l'Industrie | 47° 03′ 08″ nord, 1° 37′ 52″ ouest | « PM44000886 » | Classé     | 2014 | Image manquante Téléverser |

## Anciens monuments historiques
| Monument                | Commune         | Adresse | Coordonnées                        | Notice         | Protection                            | Date | Illustration               |
| ----------------------- | --------------- | ------- | ---------------------------------- | -------------- | ------------------------------------- | ---- | -------------------------- |
| Croix du Grand Mérimont | Fay-de-Bretagne |         | 47° 21′ 59″ nord, 1° 47′ 31″ ouest | « PA00108612 » | Radié par arrêté du 15 septembre 2014 | 1944 | Image manquante Téléverser |
| Croix de Pen-ar-Ran     | Piriac-sur-Mer  |         | 47° 22′ 26″ nord, 2° 33′ 01″ ouest | « PA00108767 » | Radié par arrêté du 8 juillet 2014    | 1944 | Croix de Pen-ar-Ran        |